# Eat Your Makeup
Eat Your Makeup es un cortometraje de 1968 dirigido por John Waters, protagonizado por Marina Melin, Divine, Mary Vivian Pearce, David Lochary, Howard Gruber y Maelcum Soul.
Fue la primera producción cinematográfica de John Waters rodada en película de 16 mm; sus películas anteriores se rodaron en material de 8 mm.
La película nunca se ha mostrado comercialmente ni se ha lanzado en vídeo casero. Sin embargo, desde 2004 se ha proyectado ocasionalmente como parte de varias exposiciones de arte itinerantes de John Waters.

## Argumento
Una niñera trastornada (Maelcum Soul) secuestra a niñas y las obliga a modelarse hasta morir delante de su novio (David Lochary) y sus enloquecidos amigos. Uno de los espectadores (Divine) fantasea con ser Jackie Kennedy, y revive en su mente el asesinato de JFK.

## Reparto
- Lizzy Temple Black como la estrella infantil
- Divine como Jackie Kennedy
- Howard Gruber como John F. Kennedy
- David Lochary como novio de la institutriz
- Marina Melin como modelo secuestrada Head
- Mona Montgomery como modelo secuestrada
- Mary Vivian Pearce como modelo secuestrada
- Maelcum Soul como la institutriz
- Otts Munderloh como el chófer
- Juan Aguas